# 宇宙科学研究所
宇宙科学研究所（うちゅうかがくけんきゅうしょ、英文名称：Institute of Space and Astronautical Science, 略称：ISAS（アイサス））は、日本の宇宙科学の研究をおもに行う機関で、宇宙航空研究開発機構（JAXA）の一部である。科学研究にとどまらず、宇宙開発（日本の宇宙開発も参照）にも広く関与している。
前身の東京大学宇宙航空研究所（1964年設立）が1981年に改組し、旧文部省の国立機関として発足。2003年10月、宇宙開発事業団（NASDA）・航空宇宙技術研究所（航技研、NAL）と統合されJAXAの一機関となった当初は「宇宙科学研究本部」とされたが、2010年4月1日に元来の名称である「宇宙科学研究所」に改名・改組した。統合後の「研究本部」時代には、研究機関を指して、「相模原キャンパス」の名で呼ばれることがあった。
NASDA系ロケットの「種子島」に対して、「内之浦」こと鹿児島県肝付町の内之浦宇宙空間観測所からのロケット打ち上げでも知られる。

## 概説

### 前史〜生産研

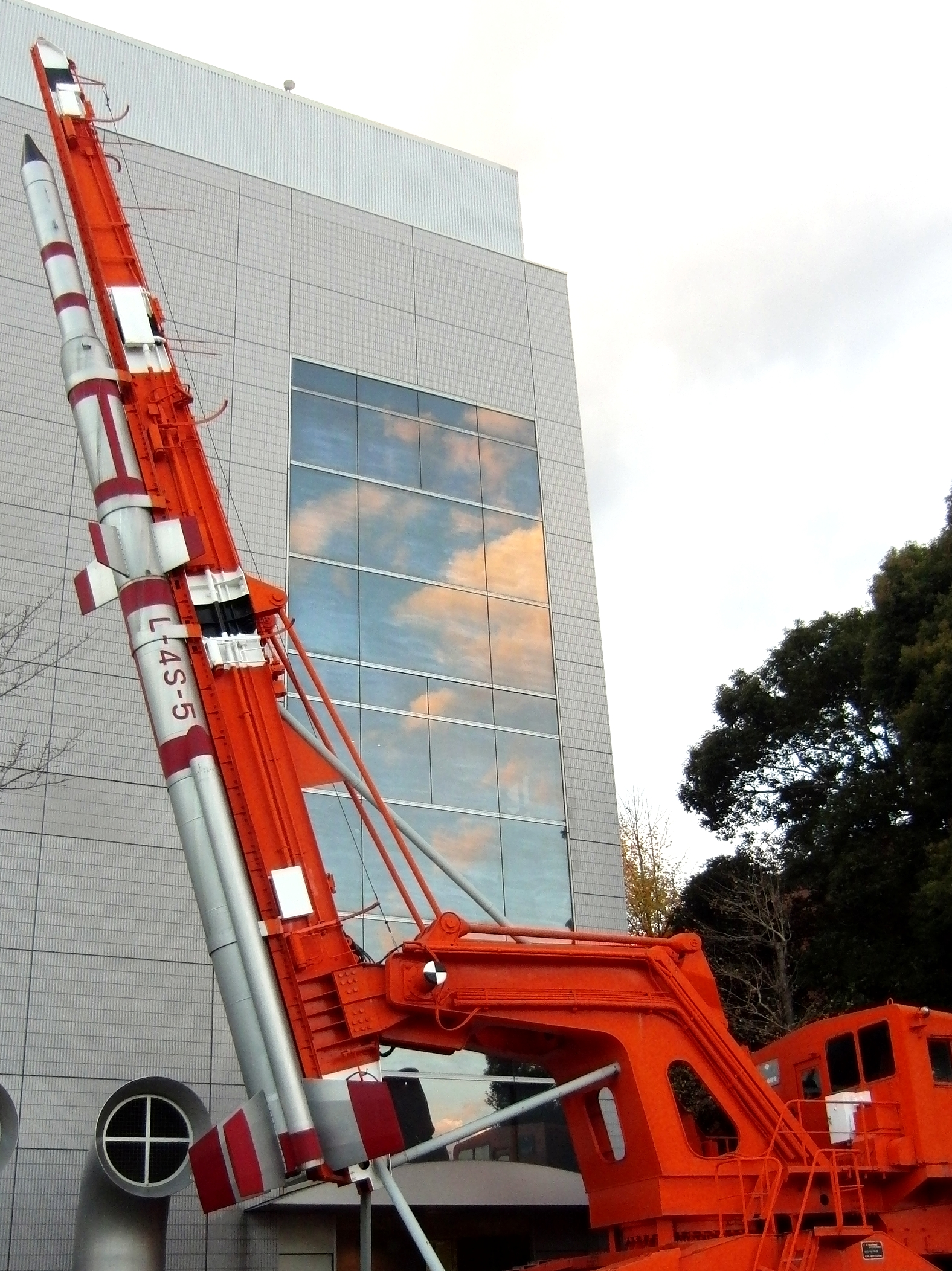
日本初の人工衛星を打ち上げたラムダロケットとランチャー（国立科学博物館裏に展示）

ここでは、1955年の航空技術研究所（のちの航空宇宙技術研究所）の設置のころまでを前史とする。
列強に遅れながらも、ロケットを含むジェット推進の研究は日本でも行われ、数種の「噴進砲」が実用化され、試験飛行ではあったが「秋水」という例もあった。しかし、宇宙空間を目指したロケット開発は「日本宇宙開発の父」糸川英夫から始まる。
糸川は中島飛行機で軽、あるいは重戦闘機の設計に関与したが、その後、制約を避けて1941年に東京帝国大学第二工学部（現・東京大学生産技術研究所）に移籍した。そして戦後はしばらく各種の研究（振動現象や、中には脳波などといったものもある）を行っていた。宇宙・航空に目をつけたのは、1950年代前半の渡米のころとされる。1954年に東京大学生産技術研究所内にAVSA（Avionics and Supersonic Aerodynamics：アビオニクスおよび超音速空気力学）研究班を組織した。翌1955年にいわゆるスペースプレーンのような構想を示し、「ロケット旅客機」「20分で太平洋横断」といった見出しの新聞記事となったが、その写真の「試作ロケット」の実現可能性などはよく分からず、真の意図は掴みかねる点が多い。同年には、AVSA研究班をSR（Space Research：宇宙研究）研究班に改名したほか、富士精密工業（のちのプリンス自動車工業、日産自動車宇宙航空事業部）らの尽力により、生産技術研究所が借り受けた国分寺の実験場（近年、正確な位置を確かめるための調査が進んでいる）において、ペンシルロケットの水平発射試験を行い各種のデータを採取したが、これがいわゆる「宇宙研ロケット」の祖である。
そのころ、日本の航空開発も、1952年（昭和27年）の独立を経て、1957年の完全解禁を見越して後のYS-11の構想が立ち上がり始めており、科学技術庁は、製造を行う「日本航空機製造」と並列して、技術研究を行う「航空技術研究所（NAL）」を1955年に発足させた。
NALの発足により、航空関係の技術研究（のうち、特に旅客機などの実開発に関与する部分）がそちらで行われることになることから、文部省・東大生産技術研究所で行う研究は、すでに実績のあった固体燃料ロケット（観測ロケット向きでもあった）や、いわゆる「科学衛星」を指向するという方向付けがなされた。

### 東京大学宇宙航空研究所の発足
東大生産技術研究所は、その後多数の発展型ロケットを開発、1960年には本格的な衛星打ち上げの能力を持つミューロケットの構想を持つまでになった。
1964年に東大生産技術研究所の一部と東大航空研究所が合併し、駒場に移転して東京大学宇宙航空研究所が発足した。また同年には科学技術庁内に、現JAXAの前身の3組織目、のちの宇宙開発事業団（NASDA）の前身となる宇宙開発推進本部が設立された。これにより日本の宇宙開発は、固体燃料を使用して科学衛星を打ち上げる東大・ISAS（文部省）の系列と、液体燃料を使用して実用衛星の打ち上げを目指すNASDA（科学技術庁）の系列の2つが並行して進んでいくことになる。
1969年に宇宙開発事業団（NASDA）が発足した際に、東京大学および日産自動車における固体燃料ロケットの開発は中止に追い込まれそうになった。原因は、固体燃料ロケットには兵器への転用のおそれがあるにもかかわらず、輸出先を確認していなかったことによる（カッパロケット参照）。しかし、実用衛星ではない科学研究のためだけの衛星のみを打ち上げることを条件に研究の続行が許可された。
また、1969年は学生運動が高まりを見せた年でもあり、研究所に出入りする学生や職員らも少なからず関与することとなった。
同年10月21日に行われた国際反戦デーのデモでは街頭で多数の火炎瓶が使用されたが、後に、これら武器の一部が研究所の薬品や部品を用いて、所内で製造されていたことが明らかになり、同年11月8日には警視庁が研究所の家宅捜索を実施。職員5人が逮捕、起訴されている。
1970年、東京大学宇宙航空研究所は鹿児島県内之浦の射場から人工衛星「おおすみ」の地球周回軌道への投入に初めて成功した。これにより日本は世界で4番目の自国ロケットによる人工衛星打ち上げ国になった。またこれは、世界初の大学による人工衛星の打ち上げ成功であった。

### 文部省宇宙科学研究所の発足
東京大学宇宙航空研究所は1981年、組織を東京大学から離し文部省宇宙科学研究所（ISAS）に改組した。その際に一部は東京大学に移管され、工学部附属境界領域研究施設（現・東京大学先端科学技術研究センター）となった。1989年4月には、キャンパスを駒場から相模原に移転した。この間も東大時代に引き続き、X線天文衛星・ハレー彗星探査機・太陽風・地球磁気圏観測衛星など、宇宙科学の分野で多くの成果を上げた。2001年の中央省庁再編により文部科学省が発足し、文部科学省宇宙科学研究所になった。

### 3機関の統合によりJAXAの一部門に
2003年に当研究所と、宇宙開発事業団（NASDA）、航空宇宙技術研究所（NAL）が統合され宇宙航空研究開発機構（JAXA）が発足し、それに伴う改組とともに宇宙科学研究本部という名称となった。しかし2010年には、同機構の一部という位置などに変更はないが、宇宙科学研究所という名称に復帰した。なお1981年以来の「ISAS」という略称は一貫して使われてきている。
大学の共同利用機関でもあり、東京大学大学院理学系研究科・工学系研究科や総合研究大学院大学（物理科学研究科宇宙科学専攻）他の大学院教育としての研究教育活動を展開している。
今後予定しているミッションとして、金星探査ミッション、水星探査ミッション、次期月探査ミッション、次期小惑星探査ミッションなどがある。共同ミッションとしては、国立天文台などと共同で実施しているスペースVLBI計画がある。その他、共同研究ミッションとしては宇宙望遠鏡計画の実現に向けた技術開発や深惑星探査ミッションなども国際共同研究ミッションとして提案を実施した。

## 歴代所長・本部長
| 期間            | 氏名         |
| --------------- | ------------ |
| 1964年 - 1968年 | 高木昇       |
| 1968年 - 1972年 | 曽田範宗     |
| 1972年 - 1973年 | 玉木章夫     |
| 1973年 - 1976年 | 浅沼強       |
| 1976年 - 1977年 | 五十嵐寿一   |
| 1977年 - 1979年 |              |
| 1979年 - 1981年 | 野村民也     |
| 1981年 - 1984年 | 森大吉郎     |
| 1984年 - 1988年 | 小田稔       |
| 1988年 - 1992年 | 西村純       |
| 1992年 - 1996年 | 秋葉鐐二郎   |
| 1996年 - 2000年 | 西田篤弘     |
| 2000年 - 2003年 | 松尾弘毅     |
| 2003年 - 2005年 | 鶴田浩一郎   |
| 2005年 - 2009年 | 井上一       |
| 2009年 - 2013年 | 小野田淳次郎 |
| 2013年 - 2018年 | 常田佐久     |
| 2018年 -        | 國中均       |

## 研究内容

### 以前から研究を続けていた分野
- イオンエンジンの研究開発
- 衛星搭載に必要な機器全体のシステム工学的な研究開発
- 精度の高い人工衛星打ち上げ技術の研究開発
- 宇宙往復機の研究開発（共同研究）
- 宇宙空間からのマイクロ波リモートセンシングおよび合成開口レーダー画像に関する研究

### 最近の研究分野
- 惑星探査に必要な機器の研究開発・データ分析
- 光学式宇宙望遠鏡搭載に必要な機器の研究開発
- 軌道設計に必要なコンピュータプログラムの研究開発
- イプシロンロケットの研究開発

これらを、小型の衛星に搭載するための研究、設計や開発業務を行う。

### その他
宇宙教育センターが設置され、宇宙科学研究所をはじめとして、宇宙基幹システム本部、宇宙利用推進本部との連携によって、小学校・中学校・高等学校の生徒を対象に宇宙教育事業を展開。その成果については、宇宙のポータルサイトなどにて公開されている。
宇宙科学研究所には月・惑星探査プログラムグループが設置されており、惑星探査計画実施の実行本部が置かれる。

## 施設概要

### 相模原キャンパス
- 本部棟
  - 研究所として
    - 広報担当などの事務関連の部署が所属
    - 宇宙科学研究における研究室および講座が所属

  - 宇宙管制センターとして
    - 深宇宙探査機管制室 - 鹿児島の内之浦宇宙空間観測所や、種子島宇宙センターおよび海外の宇宙基地で打ち上げられた、科学衛星や月・惑星探査機から送られてくるデータを元にして、宇宙機の管制制御を行う。管制制御データは、内之浦宇宙空間観測所のテレメータセンターや臼田宇宙空間観測所のパラボラアンテナを通じて、各探査機との間で送受信される。

  - 大型計算機室
- 衛星組み立て棟 - 工学実験衛星（科学探査衛星）などの開発が行われる施設。
- 磁場試験棟 - 宇宙磁場や高度真空を想定した試験を行う施設。
- 惑星物質試料受け入れ設備 - サンプルリターンによって入手された地球外物質を取り扱う施設。
- 宇宙科学探査交流棟 - 宇宙科学に関する展示が見学できる施設。

所在地
神奈川県相模原市中央区由野台3-1-1
- 交通（神奈中バス利用）
  - JR横浜線相模原駅南口より[相02]相模大野駅北口行に乗車、「宇宙科学研究本部」下車、徒歩5分。
  - 小田急小田原線・小田急江ノ島線相模大野駅北口・横浜線古淵駅入口より[相02]相模原駅南口行に乗車、「宇宙科学研究本部」下車、徒歩5分。
  - JR横浜線淵野辺駅南口より[淵36]青葉循環・淵野辺駅南口行（共和先回り）に乗車、「宇宙科学研究本部」下車、徒歩5分。
  - JR横浜線淵野辺駅南口より[淵37]青葉循環・淵野辺駅南口行（博物館先回り）に乗車、「市立博物館前」下車、徒歩2分。

相模原キャンパスでは年に1回特別公開が行われ、職員一同でさまざまなイベントや研究活動紹介を実施している。

### 運用担当施設
- 秋田ロケット実験場 - K-8-10の事故によって使用中止。施設は撤去されて現在は記念碑のみ。
- 内之浦宇宙空間観測所
- 能代ロケット実験場 - 宇宙3機関統合に伴い宇宙輸送ミッション本部の管轄となり、名称が能代多目的実験場へ変更されたが、2011年4月1日より宇宙科学研究所へ移管され、名称も戻された。
- 臼田宇宙空間観測所（直径64メートル東洋一の巨大パラボラアンテナ）
- パース、サンティアゴ、マスパロマス、キルナのJAXA追跡局 - 科学衛星打ち上げ時の追跡に使用。
- 三陸大気球観測所 - 2007年の大気球実験をもって使用停止。
- 大樹航空宇宙実験場 - 2008年から大気球実験を実施。

## 沿革
| 1945年（昭和20年） |                                                                                      | 日本敗戦し、GHQより航空分野の研究開発を禁止される。                                                                |
| 1952年（昭和27年） |                                                                                      | 日本主権回復し、航空分野の研究開発が一斉に再開する。                                                               |
| 1953年（昭和28年） |                                                                                      | 糸川英夫がアメリカから帰国する。                                                                                   |
| 1954年（昭和28年） | 2月5日                                                                               | 東京大学生産技術研究所の糸川英夫を中心にAVSA（航空電子工学と超音速航空工学連合）研究班発足。                       |
| 1954年（昭和29年） |                                                                                      | 国際地球観測年（IGY、1957 - 58）での観測に参加を決定。                                                             |
| 1955年（昭和30年） | 3月11日                                                                              | 東京都国分寺の工場跡地でペンシルロケット（23センチ）の水平試射に成功。                                             |
| 1955年（昭和30年） | 8月                                                                                  | 文部省が秋田県道川海岸をロケット垂直発射場に選定し、「秋田ロケット実験場」とする。                                 |
| 1955年（昭和30年） | 8月6日                                                                               | 秋田ロケット実験場でペンシルの弾道飛行試験を開始。最初の高度記録はペンシル300（30センチ）の600メートル。           |
| 1955年（昭和30年） | 8月23日                                                                              | 全長1.3メートル、直径8センチの2段式ベビーロケットの飛行試験開始。ベビーSが4キロを達成。                            |
| 1956年（昭和31年） | 9月24日                                                                              | 高高度観測用の大型「カッパ（K）ロケット」飛行試験開始。                                                            |
| 1958年（昭和33年） | 9月12日                                                                              | 2段式のカッパ6（K-6）型が高度約60キロに到達。上層大気の風速風圧、宇宙線の観測に成功。                              |
| 1960年（昭和35年） | 7月11日                                                                              | K-8型1号機が高度190キロに到達し、イオン密度の観測に世界で初めて成功。                                              |
| 1960年（昭和35年） | 10月24日                                                                             | 鹿児島県内之浦に射場の建設決定。                                                                                   |
| 1961年（昭和36年） | 10月24日                                                                             | K-8型8号機が高度200キロ到達。                                                                                      |
| 1961年（昭和36年） | 12月26日                                                                             | 3段式のK-9L型で350キロ到達。                                                                                       |
| 1961年（昭和36年） | 人工衛星打ち上げを目指す大型の「ラムダ（L）ロケット計画」開始。                      | |
| 1962年（昭和37年） | 5月24日                                                                              | K-8型10号機が燃料の配合不具合が原因で打ち上げ直後に爆発、破片が周囲の民家に落下して炎上（負傷者なし）。            |
| 1962年（昭和37年） | 秋田ロケット実験場使用中止（延べ打ち上げ回数88回）。                                 | |
| 1962年（昭和37年） | 10月                                                                                 | 能代ロケット実験場開設。                                                                                           |
| 1962年（昭和37年） | 11月25日                                                                             | K-9M型観測ロケットの打ち上げ開始。1988年まで計81回。                                                               |
| 1963年（昭和38年） | 4月                                                                                  | 本格的宇宙開発を目指す「ミュー (M) ロケット計画」開始。                                                            |
| 1963年（昭和38年） | 4月                                                                                  | 科学技術庁内に宇宙航空部門新設。のちに航空宇宙技術研究所に改称。                                                   |
| 1963年（昭和38年） | 5月20日                                                                              | K-9M型が機器75キロ搭載して350キロ到達。                                                                            |
| 1963年（昭和38年） | 12月9日                                                                              | 内之浦実験場開所式（のちの鹿児島宇宙空間観測所、現・内之浦宇宙空間観測所）。                                       |
| 1964年（昭和39年） | 4月                                                                                  | 東京大学、東京大学生産技術研究所の一部と東京大学航空研究所が合併し、駒場キャンパスに東京大学宇宙航空研究所を創設。 |
| 1964年（昭和39年） | 4月                                                                                  | 科学技術庁内に宇宙開発推進本部を設立。のちに宇宙開発事業団へ発展。                                                 |
| 1964年（昭和39年） | 7月11日                                                                              | ラムダ-3（L-3）型1号機を打ち上げ。高度1,000キロ到達。                                                              |
| 1964年（昭和39年） | 7月24日                                                                              | 太陽活動小期観測年（IQSY）に参加し、初の気象観測機（MT-135-1）を打ち上げ。                                         |
| 1965年（昭和40年） | 3月5日                                                                               | L-3H型1号機打ち上げ。                                                                                              |
| 1965年（昭和40年） | 11月8日                                                                              | K-10型観測ロケット1号機を打ち上げ。                                                                                |
| 1966年（昭和41年） | 9月6日                                                                               | 4段式のL-4S型を試験打ち上げ。                                                                                      |
| 1966年（昭和41年） | 9月26日                                                                              | L-4Sロケット1号機で初の人工衛星打ち上げを目指すが、3段目が軌道から外れ失敗。                                       |
| 1966年（昭和41年） | 12月20日                                                                             | L-4S型2号機で人工衛星を打ち上げるが、4段目が点火せず失敗。                                                         |
| 1967年（昭和42年） | 2月6日                                                                               | L-3H型3号機が高度2,150キロに到達。                                                                                 |
| 1967年（昭和42年） | 4月13日                                                                              | L-4S型3号機で人工衛星を打ち上げるが、3段目が点火せず4段目を放棄し失敗。                                            |
| 1967年（昭和42年） | 4月                                                                                  | 種子島で宇宙センター建設をめぐる漁協との衝突。東大内之浦も漁協と交渉のため一時打ち上げ自粛（1968年も同）。         |
| 1968年（昭和43年） | 9月14日                                                                              | S-160ロケット1号機打ち上げ。                                                                                       |
| 1969年（昭和44年） | 8月7日                                                                               | S-210観測ロケット1号機を打ち上げ。1970年2月より南極昭和基地で使用される。                                          |
| 1969年（昭和44年） | 9月3日                                                                               | L-4T型1号機を打ち上げ。                                                                                            |
| 1969年（昭和44年） | 9月22日                                                                              | L-4S型4号機で人工衛星を打ち上げるが、3段目に推力が残っていたため4段目に衝突し失敗。                                |
| 1969年（昭和44年） | 10月1日                                                                              | 科学技術庁宇宙開発事業団が発足。                                                                                   |
| 1970年（昭和45年） | 2月11日                                                                              | L-4S型5号機により日本初の人工衛星打ち上げに成功。「おおすみ」と命名。                                              |
| 1970年（昭和45年） | 11月                                                                                 | 三陸大気球観測所開設。                                                                                             |
| 1971年（昭和46年） | 2月16日                                                                              | M-4Sロケットが「たんせい」を初打ち上げ。最初のミューロケットによる成功例。                                         |
| 1971年（昭和46年） | 9月28日                                                                              | M-4Sロケットで「しんせい」打ち上げ。                                                                               |
| 1972年（昭和47年） | 8月19日                                                                              | M-4Sロケットで「でんぱ」打ち上げ。                                                                                 |
| 1974年（昭和49年） | 2月16日                                                                              | M-3Cロケットが「たんせい2号」を初打ち上げ。                                                                        |
| 1975年（昭和50年） | 1月20日                                                                              | S-310ロケット1号機打ち上げ。                                                                                       |
| 1975年（昭和50年） | 2月24日                                                                              | M-3Cロケットで「たいよう」打ち上げ。                                                                               |
| 1977年（昭和52年） | 2月19日                                                                              | M-3Hロケットが「たんせい3号」を初打ち上げ。                                                                        |
| 1977年（昭和52年） | 7月                                                                                  | 能代ロケット実験場において液水/液酸ロケットの地上燃焼実験を開始。                                                  |
| 1978年（昭和53年） | 2月4日                                                                               | M-3Hロケットで「きょっこう」打ち上げ。                                                                             |
| 1978年（昭和53年） | 9月16日                                                                              | M-3Hロケットで「じきけん」打ち上げ。                                                                               |
| 1979年（昭和54年） | 2月21日                                                                              | M-3CロケットでX線天文衛星「はくちょう」打ち上げ。                                                                  |
| 1980年（昭和55年） | 1月18日                                                                              | S-520ロケット1号機打ち上げ。                                                                                       |
| 1980年（昭和55年） | 2月17日                                                                              | M-3Sロケットが「たんせい4号」を初打ち上げ。                                                                        |
| 1981年（昭和56年） | 2月21日                                                                              | M-3Sロケットで「ひのとり」打ち上げ。                                                                               |
| 1981年（昭和56年） | 4月                                                                                  | 他大学と研究を共有するため、文部省宇宙科学研究所に改組。                                                           |
| 1981年（昭和56年） | 1986年のハレー彗星接近により国際観測計画が起こり、探査機とM-3SIIロケット計画始まる。 | |
| 1983年（昭和58年） | 2月20日                                                                              | M-3Sロケットで「てんま」打ち上げ。                                                                                 |
| 1983年（昭和58年） | 5月26日                                                                              | 日本海中部地震が発生し、津波で能代ロケット実験場が壊滅。                                                           |
| 1984年（昭和59年） | 2月14日                                                                              | M-3Sロケットで「おおぞら」打ち上げ。                                                                               |
| 1984年（昭和59年） | 10月31日                                                                             | 臼田宇宙空間観測所開設（長野県南佐久郡臼田町、現・佐久市）。                                                       |
| 1985年（昭和60年） | 1月8日                                                                               | M-3SIIロケットがハレー彗星探査機「さきがけ」を初打ち上げ。                                                         |
| 1985年（昭和60年） | 8月19日                                                                              | M-3SIIロケットで「すいせい」打ち上げ。                                                                             |
| 1987年（昭和62年） | 2月5日                                                                               | M-3SIIロケットで「ぎんが」打ち上げ。直後に超新星1987Aの観測に成功。                                                |
| 1989年（平成元年） | 2月22日                                                                              | M-3SIIロケットで「あけぼの」打ち上げ。                                                                             |
| 1989年（平成元年） | 4月                                                                                  | 駒場キャンパスから現在の相模原キャンパス（キャンプ淵野辺の跡地の一部)へ移転。                                      |
| 1990年（平成2年）  | 1月24日                                                                              | M-3SIIロケットで工学実験・月探査衛星「ひてん」打ち上げ。                                                           |
| 1991年（平成3年）  | 8月30日                                                                              | M-3SIIロケットで太陽観測衛星「ようこう」打ち上げ。                                                                 |
| 1993年（平成5年）  | 2月20日                                                                              | M-3SIIロケットでX線天文衛星「あすか」打ち上げ。                                                                    |
| 1997年（平成9年）  | 2月12日                                                                              | M-Vロケットが電波天文衛星「はるか」を初打ち上げ。                                                                  |
| 1998年（平成10年） | 2月5日                                                                               | SS-520ロケット1号機打ち上げ。                                                                                      |
| 1998年（平成10年） | 7月4日                                                                               | M-Vロケットで火星探査機「のぞみ」打ち上げ（4年遅れで火星へ向かうが、2003年12月火星周回軌道度投入を断念）。         |
| 2000年（平成12年） | 2月10日                                                                              | M-VロケットX線天文衛星「ASTRO-E」打ち上げ（軌道投入できず）。                                                      |
| 2003年（平成15年） | 5月9日                                                                               | M-Vロケット小惑星探査機「はやぶさ」打ち上げ。                                                                      |
| 2003年（平成15年） | 10月1日                                                                              | 航空宇宙3機関が統合し、独立行政法人宇宙航空研究開発機構が発足。宇宙科学研究本部となる。                            |
| 2010年（平成22年） | 4月1日                                                                               | 運営効率化のため名称が統合前の「宇宙科学研究所」に戻される。                                                       |

## ロケット
東大と宇宙科学研究所が製作したロケットの詳細。K、L、M はそれぞれカッパ、ラムダ、ミューとギリシア語読みする（ギリシア文字ではそれぞれ Κ、Λ、Μ）。
ペンシルロケット（1955年）
既成の炸薬を使用した最初のロケット。ロケットの基礎的な知識を得るために作った。
- 初代は全長23センチ、直径1.8センチ、重量200グラム（水平発射）。
- 2代目はペンシル300（全長30センチ）、初めて垂直発射し記録は600メートル。
- 3代目は2段式となった。

ベビーロケット（1955年）
ペンシルロケットの炸薬を束にして使った2段式ロケット。全長1.8メートル、直径8センチ。
- ベビーS - 発炎筒を組み込んで航跡を追尾できるようにした。高度4キロに到達。
- ベビーT - テレメーターを搭載して機械的に追尾できるようにした。
- ベビーR - 回収用にパラシュートを搭載した。

K（カッパ）ロケット（1956年 - 1988年）
国際地球観測年参加のために製作した観測用ロケット。目的達成後も改良を続け、次々と高度記録を更新した。科学実験の参考資料としてインドネシアとユーゴスラビアに輸出したが、小型固体燃料ロケットはミサイルに転用可能なため、米国に咎められた。のちに職員が状況調査のために輸出国へ行くと、購入時は背広だった人間が軍服を着ていたという。宇宙開発事業団がH-II誕生まで米国によるロケット技術管理を受ける理由の一因となった。
- K-6型 - 2段式、搭載量15グラム、高度約60キロ到達（1958年）
- K-8型 - 2段式、搭載量50グラム、8号機が200キロ到達（1961年）10号機で爆発。
- K-9L型 - 3段式、350キロ到達（1961年）
- K-9M型 - 搭載量75グラム、350キロ到達（1962年）ISAS観測ロケットの標準型となり、1988年まで81機打ち上げ。
- K-10型 - （1965年）技術試験機として計画され、のちに制式観測機としても用いられた。1980年まで14機打ち上げ。

L（ラムダ）ロケット（1963年 - 1979年）
1961年に始まった計画。カッパロケットをより大型化したもの。第2段目に直径420ミリのカッパロケット第1段目をそのまま流用できるように、第1段の直径735ミリは決定された。前期型、L-2、L-3、L-3Hは、内側バン・アレン帯に到達する観測ロケットとして開発された。後期型、L-4S、L-4T、L-4SCはミューロケットの工学実験機として開発され、L-4S型5号機で初の人工衛星打ち上げに成功した。
- L-2型（1963年）2段式、第一段は、ノズルを4基を備え、固体ロケットの形態としては珍しいもの。
- L-3型（1964年）3段式、高度1,000キロ到達。
- L-3H型（1965年）高度2,000キロ到達（3号機で2,150キロ）
- L-4S型（1966年）4段式、4度の失敗ののちに初の人工衛星打ち上げに成功した。

全長16.5メートル、直径0.735メートル、重量9.4トン、低軌道打ち上げ能力26キロ
打ち上げ衛星：おおすみ
- L-4T型（1969年）：ラムダ4Sの第4段目の能力を減じたもの。
- L-4SC型（1971年）：ラムダ4Sに誘導装置を追加したもの。主としてミューロケットの開発実験に使用。1979年まで5機打ち上げ。一応の軌道投入能力は持つが、当時はミューロケットを使用した衛星計画しか存在しなかった為、衛星打ち上げに使用されることはなかった。

### M（ミュー）ロケット

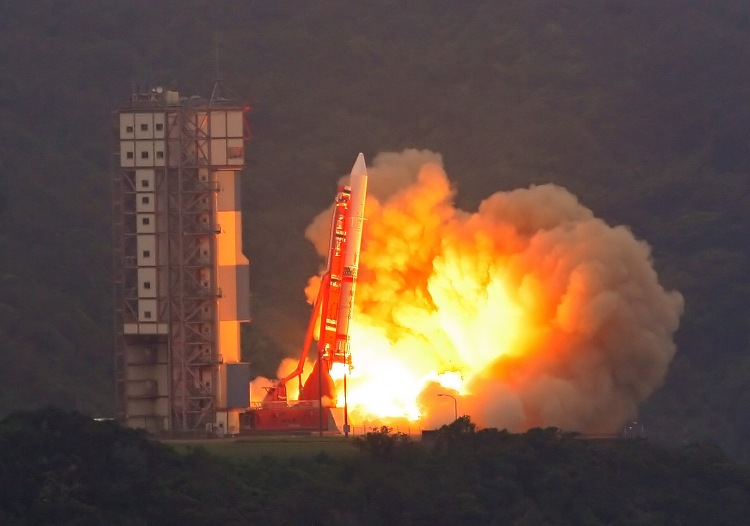
M-VによるX線天文衛星「すざく」（ASTRO-E2）の打ち上げ（2005年7月10日）

1963年から計画が始まった、宇宙開発を本格的に推し進めるためのロケット。合わせて衛星追跡センターと大型ロケット用発射場の整備、ランチャーの建設を行った。
M-1（1966年）
M-3D（1969年）
M-4Sの予備試験機。機体構成は一部がダミーであることを除いてM-4Sとほぼ同じである。
M-4S（1971年 - 1972年）
本格的な衛星打ち上げロケット。L-4Sを大型化した。打ち上げランチャーとの関係上、第2段目に尾翼を装着できなかった。このためL-4Sより飛行安定性は低下しているが、軌道設計の最適化により、衛星軌道投入確率は確保できている。
- 全長23.6メートル、直径1.41メートル、重量43.8トン、低軌道打ち上げ能力180キロ
- 打ち上げ衛星：たんせい、しんせい、でんぱ

M-3C（1974年 - 1979年）
3段式となり、2段目に姿勢制御装置が付いた。
- 全長20.2メートル、直径1.41メートル、重量41.8トン、低軌道打ち上げ能力195キロ
- 打ち上げ衛星：たんせい2号、たいよう、はくちょう

M-3H（1977年 - 1978年）
C型の1段目のモータケースを延長し、打ち上げ能力を大幅に強化した。
- 全長23.8メートル、直径1.41メートル、重量48.7トン、低軌道打ち上げ能力300キロ
- 打ち上げ衛星：たんせい3号、きょっこう、じきけん

M-3S（1980年 - 1984年）
M型の1段目に姿勢制御装置を取り付けた。
- 全長23.8メートル、直径1.41メートル、重量48.7トン、低軌道打ち上げ能力300キロ
- 打ち上げ衛星：たんせい4号、ひのとり、てんま、おおぞら

M-3SII（1985年 - 1993年）
S型の1段目を利用するが、そのほかは全くの新造。打ち上げ能力は一挙に2倍以上となった。
- 全長27.8メートル、直径1.41メートル、重量61トン、低軌道打ち上げ能力770キロ
- 打ち上げ衛星：さきがけ、すいせい、ぎんが、あけぼの、ひてん、ようこう、あすか

J-I（1996年）
NASDAと共同開発。1段目にH-IIのSRB、2段目にM-3SIIのM-23を使用している。試験1号機のみで計画凍結。
- 全長33.1メートル、直径1.8メートル、重量88.5トン
- 打ち上げ積荷：高速再突入実験機（HYFLEX）

M-V（1997年 - 2006年）
直径の1.41メートル枠が外れ太くなった。打ち上げ能力も2倍以上に。M-V-5以降は2段目がCFRP化され、さらに打ち上げ能力が50キロアップ。研究所最後のロケット。固体燃料ロケットとしては世界最大級。
- 全長30.7メートル、直径2.5メートル、重量139トン、低軌道打ち上げ能力1,850キロ

（M-V-4以前は低軌道打ち上げ能力1,800キロ）
- 打ち上げ衛星：はるか、のぞみ、はやぶさ、すざく、あかり、ひので

「すざく」「あかり」「ひので」はJAXA統合後に打ち上げ。

### その他
ペンシルからミューに至る本流以外にも、多くの小型の技術試験ロケットや観測ロケットが存在する。
- アルファロケット（1956年） - カッパに向けた地上燃焼試験機。ロックーンとして飛翔。
- シグマロケット（1957年〜1961年） - ロックーン。Σ-4が高度105キロを達成。
- パイロケット（1957年） - 全面的に構造にプラスチックを採用。πTが高度2.5キロに到達。
- OT-75（1962年） - 鹿児島宇宙空間観測所で初めて打ち上げられたロケット。
- HT-110（1965年〜1966年） - 小型高性能観測ロケットの基礎技術研究の為の試験機。
- MT-135（1964年〜2001年） - 気象観測を目的とした観測ロケット。1,000機以上が飛翔。
- S-160（1964年〜1972年） - MT-135を基に開発された単段式小型汎用観測ロケット。
- S-210（1969年〜1982年） - 廉価な観測ロケットを目的としたIX計画において開発された、単段式観測ロケット。
- S-310（1975年〜現用） - 南極用観測ロケットとして開発されたS-300の後継機。40機近くが飛翔。
- S-520（1980年〜現用） - 単段式観測ロケット。K-9Mの2倍のペイロード能力をもつ。20機以上が飛翔。
- MT-110 （1984年） - 南極用観測ロケット。小型高性能を目指したが、要求性能を満たせず2機の飛翔試験のみで計画終了。
- SS-520 （1998年〜現用） - S-520にCFRP製の第2段を加えた2段式観測ロケット。

## 科学衛星ミッション一覧
宇宙科学研究所とその前身組織で開発・打ち上げを行った科学衛星ミッションは以下の通りである。
| 名称                                  | 命名前    | 打ち上げロケット | 打ち上げ年月日 | 目的                   | 備考                                                                              |
| ------------------------------------- | --------- | ---------------- | -------------- | ---------------------- | --------------------------------------------------------------------------------- |
| 東京大学 宇宙航空研究所               |           |                  |                |                        |                                                                                   |
| おおすみ                              | -         | L-4S-5           | 1970年2月11日  | 打ち上げ試験衛星       | 日本初の人工衛星                                                                  |
| たんせい                              | MS-T1     | M-4S-2           | 1971年2月16日  | 工学試験衛星           |                                                                                   |
| しんせい                              | MS-F2     | M-4S-3           | 1971年9月28日  | 電離層観測衛星         |                                                                                   |
| でんぱ                                | REXS      | M-4S-4           | 1972年8月19日  | 電離層・磁気圏観測衛星 |                                                                                   |
| たんせい2号                           | MS-T2     | M-3C-1           | 1974年2月16日  | 工学試験衛星           |                                                                                   |
| たいよう                              | SRATS     | M-3C-2           | 1975年2月24日  | 熱圏観測衛星           |                                                                                   |
| たんせい3号                           | MS-T3     | M-3H-1           | 1977年2月19日  | 工学試験衛星           |                                                                                   |
| きょっこう                            | EXOS-A    | M-3H-2           | 1978年2月4日   | オーロラ観測衛星       |                                                                                   |
| じきけん                              | EXOS-B    | M-3H-3           | 1978年9月16日  | 磁気圏観測衛星         |                                                                                   |
| はくちょう                            | CORSA-b   | M-3C-4           | 1979年2月21日  | X線天文衛星            |                                                                                   |
| たんせい4号                           | MS-T4     | M-3S-1           | 1980年2月17日  | 工学試験衛星           |                                                                                   |
| ひのとり                              | ASTRO-A   | M-3S-2           | 1981年2月21日  | 太陽観測衛星           |                                                                                   |
| 文部省 宇宙科学研究所                 |           |                  |                |                        |                                                                                   |
| てんま                                | ASTRO-B   | M-3S-3           | 1983年2月20日  | X線天文衛星            |                                                                                   |
| おおぞら                              | EXOS-C    | M-3S-4           | 1984年2月14日  | 中層大気観測衛星       |                                                                                   |
| さきがけ                              | MS-T5     | M-3SII-1         | 1985年1月8日   | ハレー彗星探査機       | 初めて惑星間軌道を飛行                                                            |
| すいせい                              | PLANET-A  | M-3SII-2         | 1985年8月19日  | ハレー彗星探査機       |                                                                                   |
| ぎんが                                | ASTRO-C   | M-3SII-3         | 1987年2月5日   | X線天文衛星            |                                                                                   |
| あけぼの                              | EXOS-D    | M-3SII-4         | 1989年2月22日  | 磁気圏観測衛星         |                                                                                   |
| ひてん                                | MUSES-A   | M-3SII-5         | 1990年1月24日  | 工学実験探査機         | 初めて月面に到達                                                                  |
| ようこう                              | SOLAR-A   | M-3SII-6         | 1991年8月30日  | 太陽観測衛星           |                                                                                   |
| GEOTAIL                               | GEOTAIL   | デルタII         | 1992年7月24日  | 磁気圏観測衛星         |                                                                                   |
| あすか                                | ASTRO-D   | M-3SII-7         | 1993年2月20日  | X線天文衛星            |                                                                                   |
| SFU                                   | SFU       | H-II 3号機       | 1995年3月18日  | 宇宙実験衛星           | フリーフライヤー 1996年1月13日にSTS-72若田光一が回収                              |
| はるか                                | MUSES-B   | M-V-1            | 1997年2月12日  | 工学実験衛星           | スペースVLBI観測                                                                  |
| のぞみ                                | PLANET-B  | M-V-3            | 1998年7月4日   | 火星探査機             | 2003年12月に火星周回軌道投入断念                                                  |
| 文部科学省 宇宙科学研究所             |           |                  |                |                        |                                                                                   |
| はやぶさ                              | MUSES-C   | M-V-5            | 2003年5月9日   | 工学実験衛星           | 実質は小惑星探査機、サンプルリターン 2005年にイトカワに到達 2010年に地球帰還      |
| 宇宙航空研究開発機構 宇宙科学研究本部 |           |                  |                |                        |                                                                                   |
| すざく                                | ASTRO-EII | M-V-6            | 2005年7月10日  | X線天文衛星            |                                                                                   |
| あかり                                | ASTRO-F   | M-V-8            | 2006年2月22日  | 赤外線天文衛星         |                                                                                   |
| ひので                                | SOLAR-B   | M-V-7            | 2006年9月23日  | 太陽観測衛星           |                                                                                   |
| 宇宙航空研究開発機構 宇宙科学研究所   |           |                  |                |                        |                                                                                   |
| あかつき                              | PLANET-C  | H-IIA 17号機     | 2010年5月21日  | 金星探査機             | 2010年12月7日金星周回軌道への投入に失敗。 2015年12月7日軌道への投入再挑戦、成功。 |
| ひとみ                                | ASTRO-H   | H-IIA 30号機     | 2016年2月17日  | X線天文衛星            |                                                                                   |

## 大気球
戦前から行われていた気球による科学観測や、ロックーンに用いる気球の開発を引き継いで、1966年に宇宙航空研究所内に気球部門が発足した。以後飛行機による観測と人工衛星による観測の間を埋める唯一の飛翔体として長期科学観測や工学実験に用いられ、合計500機以上が飛翔している。

### 放球方式
初期は一般的によく用いられる気球下部を畳むことで地面に置き放球を行う「スタティック放球方式」や、気球本体をローラー車によりランチャー上に立て上げて放球を行う「立て上げ放球方式」が主流であった。その後、大型放球装置を用いて「立て上げ放球方式」の長所を伸ばし短所を克服した独自の放球方式である「セミダイナミック放球方式」が用いられた。2008年には放球場が大樹航空宇宙実験場に移転したことで、「セミダイナミック放球方式」をさらに発展させて気候による影響を抑えた「スライダー放球方式」が用いられるようになっている。

### 型式一覧
型式の添字は xx × 103 m3 の容積をもつことを意味する。
- Bxx - 標準型の大気球。B01, B5, B10, B15, B100, B500など。
- T5 - テトラ型気球。
- BxxH - Bx型の中で特に薄いフィルムを用いたものにつけられた呼称で初期のみ使用された。B01H, B1H, B5H。
- BCxx - シリンダ型気球。BC01 、BC1。
- EVxx - エバール・ポリエチレン製ラミネートフィルム気球。EV01、EV1。
- BTxx - 厚さ5.6μmの薄膜を用いた気球。BT5、BT15、BT30、BT120。
- BUxx - 厚さ3.4μmの薄膜を用いた気球。BU60は2002年に無人気球到達高度の世界記録を更新し、53.0キロに到達した。BU1、BU5、BU30、BU60。
- BVT60 - 厚さ2.8μmの薄膜を用いた気球。
- BS13 - 厚さ2.8μmの薄膜を用いた気球（満膨張体積8万平方キロメートル（直径60メートル））で、2013年9月20日に無人気球到達高度の世界記録を更新し、53.7キロに到達した[8]。

### 関連組織
- 宇宙航空研究開発機構
  - 航空宇宙技術研究所
  - 宇宙開発事業団
- 国立天文台
- 銀河連邦 - 現JAXAの施設（研究所、射場、アンテナ等）のある自治体が協力して広報活動を行っている。
- 東京大学
  - 東京大学生産技術研究所
- 総合研究大学院大学